# Glechoma
Glechoma este un gen de plante din familia  Lamiaceae.

## Specii
Cuprinde  o singură specie.